# Мурадханов, Асадулла-бек
Асадулла-бек Мурадханов (азерб. Əsədulla bəy Muradxanov; 18 сентября 1866, Джеватский уезд Бакинской губернии — 28 января 1942, Сальяны) — общественный и политический деятель, просветитель, публицист. Депутат Государственной думы I созыва от Бакинской губернии.

## Биография
Азербайджанец. Исповедовал ислам. В 1886 году окончил Закавказскую учительскую семинарию в Гори. В том же году поступил штатным учителем в Кюрдамирскую нормальную школу и долгое время работал на этой должности. В дальнейшем перешёл на государственную службу. Служил переводчиком при Джеватском мировом посреднике. По политическим взглядам был близок к Конституционно-демократической партии.
31 мая 1906 избран в Государственную думу I созыва от общего состава выборщиков Бакинского губернского избирательного собрания. Входил в Мусульманскую фракцию.
После роспуска Думы вернулся на родину. Занимался благотворительностью и просветительской деятельностью. По его инициативе была открыта библиотека c читальным залом, организовано любительское театральное общество. Публиковал статьи в периодике. Печатался в газете «Каспий». Несколько его статей опубликовано в энциклопедическом словаре Брокгауза и Ефрона.
В 1926 году переехал в Баку. Занимал пост председателя гражданского суда в Чёрном городе.
С 1929 года на пенсии.

## Семья
Сын — профессор Мардан Ассадуллаевич Мурадханов (1909—1979), учёный, педагог.